# Microula bhutanica
Microula bhutanica là loài thực vật có hoa trong họ Mồ hôi. Loài này được (T. Yamaz.) H. Hara mô tả khoa học đầu tiên năm 1976.